# Histiajos
Histiajos (gr. Ἱστιαῖος, zm. 493 p.n.e.) – starożytny grecki polityk, syn Lysagorasa, tyran Miletu za panowania w Persji Dariusza Wielkiego, brał udział w powstaniu jońskim i w nim zginął walcząc po stronie Hellenów.

## Życiorys

### Wyprawa na Scytów 512 r. p.n.e.
Według Herodota, Histiajos brał udział razem z innymi tyranami miast-państw w Azji Mniejszej w wyprawie na Scytów w roku 512 p.n.e. Kiedy Persowie weszli w głąb lądu, próbując podbić nowe terytorium do tyranów greckich stojących na straży mostu na Dunaju przybyli Scytowie z propozycją jego zniszczenia, aby Persowie nie mogli powrócić do ojczyzny, co dałoby Grekom wolność. Wywołało to podziały wśród tyranów - na czele tych, którzy chcieli zniszczenia mostu był Miltiades Starszy, władca Chersonezu Trackiego. Histiajos razem z wieloma innymi tyranami opowiadał się jednak za zostawieniem mostu. Powiedział więc Scytom, że rozbierają most i polecić reszcie władców faktycznie to czynić. Kiedy Scytowie to zobaczyli, oddalili się, żeby ścigać armie perską, która według ich rachuby miała się właśnie cofać. Kiedy dotarli Persowie, Histiajos szybko zorganizował przeprawę promową oraz nakazał most naprawić i armia Dariusza bez problemu przeszła przez Dunaj.

### Założenie kolonii i "niewola" u Persów
Po wyprawie, Dariusz zorientował się, że powinien nagrodzić Histiajosa za dobre rady w czasie jej trwania oraz upilnowanie mostu. Zapytał więc, co tyran Miletu by chciał. On odpowiedział, że pragnie założyć kolonie w Myrkinos w Tracji nad rzeką Strymon. Obietnicę tę spełniono i Histiajos zaczął budować miasto. 
Kiedy Dariusz rezydował jeszcze w Sardes, przybył do niego jego wybitny doradca, Megabazos. Przekazał mu informację, że Myrkinos jest budowane i przestrzegł Dariusza, iż jest to bogata kraina, a lud tam mieszkający, który raz dostał władcę, będzie się go słuchał aż do końca, co może spowodować podniesienie ręki na perską monarchię. Dariusz zrozumiał, że Histiajos jest zbyt ambitny, żeby pozwolić mu władać i kazał go sprowadzić do siebie i uczynił go swoim doradcą, którego chciał mieć zawsze przy sobie. W ten sposób Histiajos musiał udać się w drogę do dalekich Suz, natomiast w Milecie rządy rozpoczął jego zięć, Arystagoras. 
Histiajos, źle czujący się w roli królewskiego zakładnika, spiskował z obecnym tyranem Miletu i przyczynił się do wybuchu powstania jońskiego. Według Herodota, Histiajos posłanie wzywające do walki wytatuował na ogolonej głowie posłańca (pierwszy znany przykład steganografii), a wysłał go w drogę gdy włosy już odrosły. Arystogoras, świeżo po nieudanej kampanii na Naksos, zdecydował się na zbrojne wystąpienie przeciw Persom. 

### Powrót do Azji Mniejszej i udział w powstaniu
Na prośbę Histiajosa, Dariusz wysłał go Azji Mniejszej w roli mediatora. Król królów zaufał Grekowi, ten jednak nie zamierzał być mu wierny. Jego pierwszym przystankiem było Sardes u satrapy Artafernesa. Ten nie ufał Histiajosowi, a pewnego dnia miał rzecz do niego słowa, że "on uszył buty, które wdział Arystagoras". Histiajos uciekł już następnej nocy. W tym samym czasie Arystagoras, przestraszony klęskami powstańców, uciekł do Myrkinos w Tracji, do kolonii, którą założył właśnie Histiajos. Tam wdał się w walki z lokalnymi plemionami i w nich zginął.
Histiajos natomiast przedostał się na wyspę Chios, gdzie początkowo trafił do aresztu. Zdołał on jednak przekonać mieszkających tam Hellenów, żeby go wypuścili. Zapytany o powód namawiania Arystagorasa do buntu, odrzekł, że chodzi o przesiedlenie ludności jońskiej do Fenicji, a fenickiej do Jonii, które Persowie chcieli przeprowadzić. Herodot nie zaznacza czy to prawda, czy tylko próba zręcznego wyjścia z więzienia przez skuteczne przestraszenie Chiotów, ale prawdą jest, że Persowie stosowali często podobne metody i przesiedlali całe plemiona. Histiajos, kiedy wyszedł na wolność wysłał listy do swoich stronników w Sardes, jednak zostały one przechwycone przez Artafernesa przez zdradę posłańca, Hermipposa z Atarneus. Doszło do wielu straceń w stolicy Lidii, które wywołały niepokoje. Histiajos przetransportowany okrętami z Chios chciał dostać się do Miletu, ale go tam nie wpuszczono, a nawet zraniono w udo, kiedy chciał wejść tam podstępem. 
Były tyran udał się więc do Mityleny na pobliskiej Lesbos i stamtąd pod dowództwem ośmiu trójrzędowców popłynął w okolice Bizancjum. Zaczął plądrować wszystkie statki wypływające z Pontu, które nie zechciały poddać się jego rozkazom. 

### Kampania po zdobyciu Miletu i śmierć
Po przegranej bitwie pod Lade oraz po zdobyciu Miletu w 494 r. p.n.e., Histiajos postanowił porzucić zajmowane przez siebie bezpieczne stanowisko w pobliżu Hellespontu oddając dowództwo w tamtych sprawach człowiekowi imieniem Bisaltes z Abydos. Popłynął z Lesbijczykami na Chios i podbił wyspę, która była już bardzo zniszczona działaniami wojennymi. Jako następny cel, Histiajos obrał wyspę Tazos, którą zaczął ze swoim wojskiem oblegać, ale zrezygnował z tego planu, kiedy dowiedział się, że Fenicjanie płyną do Jonii przeciw reszcie Greków. 
W 493 r. p.n.e. Histiajos ze swoim wojskiem osiadł na Lesbos, a stamtąd udał się na stały ląd w celu zdobycia żywności, ponieważ jego armia głodowała. Natknął się jednak na spory oddział perski pod dowództwem Harpagosa, który wziął go do niewoli i wyciął większość z jego żołnierzy. Bitwa miała zostać przesądzona miażdżącym atakiem perskiej kawalerii. Histiajos uniknął śmierci, ponieważ kiedy zbrojny Pers podnosił już na niego miecz, krzyknął w języku perskim, kim jest. Herodot twierdził, że gdyby Dariusz dostał Histiajosa, z pewnością wybaczyłby mu zdradę. Stało się jednak tak, że Harpagos oprowadził byłego tyrana do Artafernesa; ten natomiast rozkazał powiesić go na krzyżu, a zabalsamowaną głowę odesłał do Dariusza. Król królów nakazał umyć głowę i ją pochować z szacunku do Histiajosa, który kiedyś dobrze służył Persji.